# کان‌این
کان‌این (به ژاپنی: 閑院（かんいん)، عمارت واقع در هی‌آن کیو پایتخت در دوره هی‌آن (نزدیک اوشیکوجی-دوری اوگاوا-دوری کنونی، ناکاگیو-کو، شهر کیوتو) بود. خاستگاه آن در عمارت ساخته شده توسط فوجیوارا نو فویوتسوگو در اوایل دوره هی‌آن نهفته است و ساتو دایری ja:里内裏 (به اقامتگاه‌هایی غیر از کاخ امپراتوری کاخ هی آن اطلاق می‌شود که پس از دوره هی‌آن به عنوان اقامتگاه امپراتور (کاخ امپراتوری) مورد استفاده قرار می‌گرفت) این عمارت از اواخر دوره هی‌آن تا اواسط دوره کاماکورا ساخته شده است.